# Álvar Núñez Cabeza de Vaca

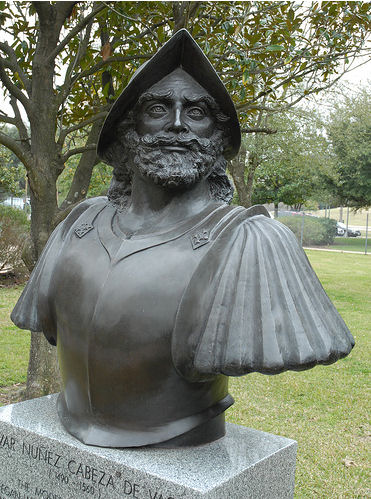
Pomnik Álvara Núñeza Cabezy de Vaca w Houston

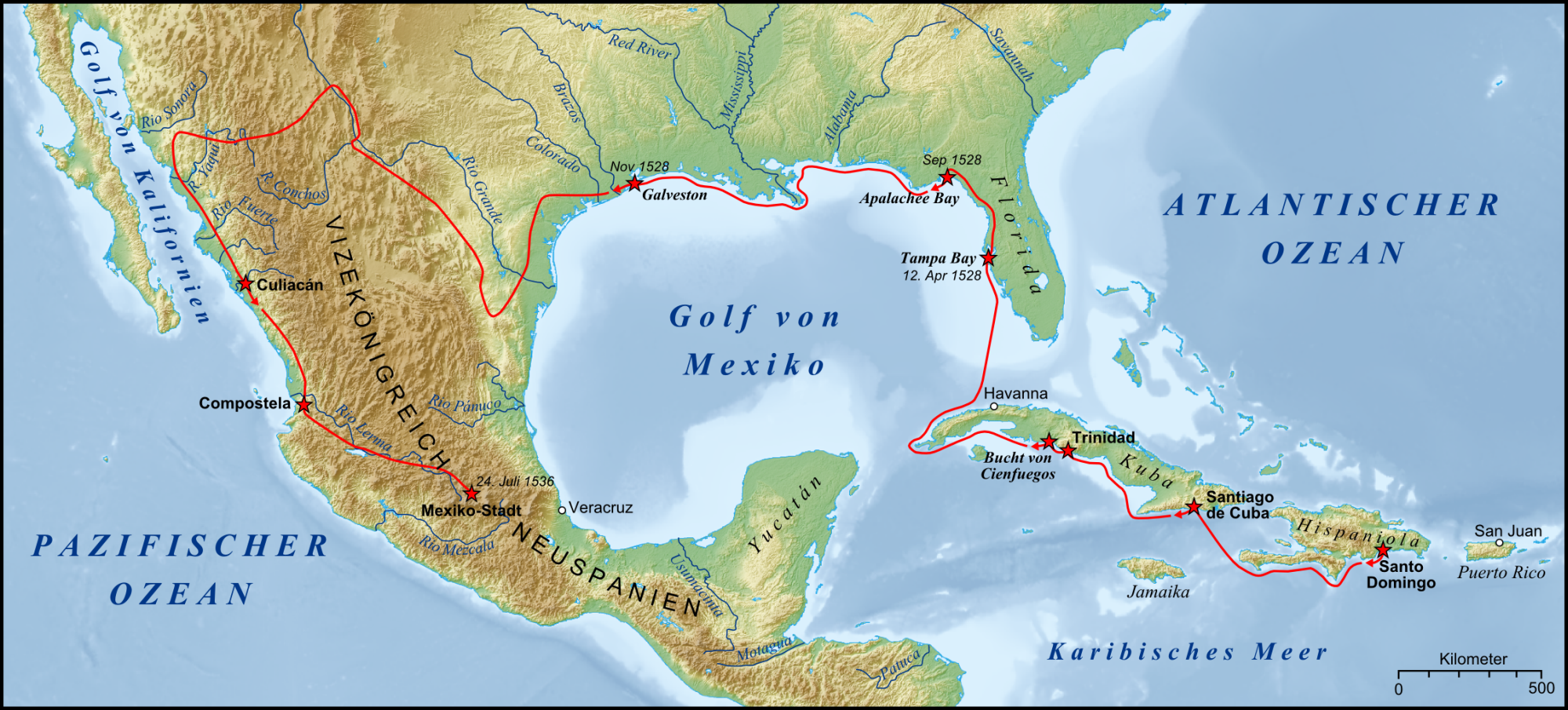
Trasa wyprawy Álvara Núñeza Cabezy de Vaca

Álvar Núñez Cabeza de Vaca (ur. 1491 w Jerez de la Frontera, zm. 1559 w Sewilli) – hiszpański podróżnik, odkrywca i konkwistador, uczestnik wyprawy dowodzonej przez Pánfilo de Narváeza. Autor relacji podróżniczej Naufragios i utworu Commentarios.
Wsławił się pieszą wędrówką w latach 1529-1536, kiedy to przeszedł z trzema towarzyszami od ujścia Missisipi do Kalifornii częstokroć więziony przez Indian. On to właśnie rozpowszechnił w Hiszpanii legendę o Siedmiu Miastach Ciboli na terenie dzisiejszego stanu Nowy Meksyk, których później bezskutecznie poszukiwał Francisco Vásquez de Coronado.
W roku 1541 na czele 400-osobowego oddziału wyruszył z przybrzeżnej wyspy Santa Catarina i przeszedł w poprzek południową Brazylię, do Asunción w Paragwaju, odkrywając po drodze wodospady Iguaçu. Dzięki doświadczeniu Cabezy, który potrafił nawiązać dobre stosunki z Indianami, wyprawa nie poniosła strat w ludziach.
W 1545 roku, w wyniku intryg politycznych, został aresztowany przez samozwańczego gubernatora Dominga de Iralę i odesłany w kajdanach do Hiszpanii. Ostatecznie został uniewinniony i zajął się spisywaniem relacji ze swoich podróży.